# الرباح (ولاية الوادي)
الرباح هي إحدى بلديات ولاية الوادي الجزائرية.